# João Etzel Filho
João Etzel Filho (Budapest; 17 de abril de 1916-Santos; 11 de octubre de 1988) fue un árbitro de fútbol brasileño nacido en Hungría.

## Trayectoria
Comenzó como árbitro en 1947 y luego se convirtió en internacional de la FIFA desde 1956 a 1963. Arbitró en la Copa Mundial de Chile 1962. Dirigió el partido entre la Unión Soviética y Colombia del grupo 1, que terminó en empate 4-4.